# J. V. Cain
James Victor Cain (* 22. Juli 1951 in Houston, Texas; † 22. Juli 1979 in Saint Charles, Missouri) war ein US-amerikanischer American-Football-Spieler auf der Position des Tight Ends.

## Frühe Jahre
Cain ging in seiner Geburtsstadt Houston auf die Highschool. Später besuchte er die University of Colorado Boulder und spielte für das dortige Footballteam.

## NFL
Cain wurde im NFL-Draft 1974 in der ersten Runde an siebter Stelle von den St. Louis Cardinals ausgewählt. In seiner ersten Saison in der NFL fing er in 14 Spielen 13 Pässe für 152 Yards und einen Touchdown. Seine persönlich beste Saison hatte er 1976 mit 26 Passfängen für 400 Yards und fünf Touchdowns. Die Saison 1978 musste Cain auf Grund einer Verletzung an der Achillessehne komplett aussetzen.
An seinem 28. Geburtstag, am 22. Juli 1979, während eines Workouts an einem heißen Tag in einem Training Camp an der Lindenwood University in Saint Charles, Missouri, kollabierte er auf dem Spielfeld wegen eines angeborenen Herzfehlers. Er starb zwei Stunden später im Krankenhaus.
Seine Rückennummer 88 wird bei den mittlerweile nach Arizona umgezogenen Cardinals nicht mehr vergeben.